# Stygiomedusa gigantea
Genre
Espèce
Synonymes
- Diplulmaris gigantea Browne, 1910[1]
- Stygiomedusa fabulosa Russell, 1959[1] [2]
- Stygiomedusa stauchi Repelin, 1967[1]

Stygiomedusa gigantea est une espèce de méduses abyssales géantes de la famille des Ulmaridae (classe des Scyphozoa). Elle est parfois appelée « méduse fantôme géante » (en anglais « giant ghost jelly »).

## Systématique
L'espèce Stygiomedusa gigantea a été décrite pour la première fois en 1900 par le zoologiste britannique Edward Thomas Browne (d) (1866-1937) sous le protonyme de Diplulmaris gigantea,.

## Description et caractéristiques
La méduse fantôme géante possède une ombrelle arrondie et incurvée en cloche, qui peut atteindre 1,40 m de large. Elle possède également quatre longs bras buccaux d'allure drapée pouvant atteindre 10 mètres de long et qui, n'ayant pas de tentacules urticants, semblent être utilisés pour piéger ses proies, probablement constituées de plancton et de petits poissons. Sa couleur est d'un rouge sombre évoluant vers le noir. 
Cette méduse semble être l'un des plus grands prédateurs invertébrés de l'écosystème des eaux profondes. 
Son aspect lugubre et sa taille gigantesque lui ont valu un nom scientifique terrifiant (littéralement « méduse géante du Styx », le fleuve des Enfers de la mythologie grecque), ainsi qu'une certaine renommée sur internet.

## Biologie
On sait encore très peu de choses sur cette méduse aussi rare qu'énigmatique. En particulier, son mode de nutrition est encore inconnu, n'ayant pas de filaments urticants. 
Cette méduse est équipée de poches d'incubation, ce qui laisse supposer un mode de reproduction vivipare (ce qui est classique chez les grands animaux abyssaux). 
Elle semble entretenir une relation symbiotique avec le poisson Thalassobathia pelagica. 

## Répartition
Avec seulement 110 contacts en 110 ans, c'est une méduse très rarement observée ou capturée, mais que l'on croit répandue dans le monde entier, à l'exception de l'océan Arctique. 
On peut la trouver de 723 jusqu'à 6 665 mètres de profondeur, mais elle semble plus commune dans la zone bathypélagique (entre 1 000 et 4 000 m).

## Découverte et observations
L'espèce a été capturée pour la première fois par le S.S. Discovery en 1899 à l'occasion d'une expédition scientifique, et décrite (succinctement) par le biologiste Edward T. Browne en 1910. Le genre fut érigé par F. S. Russel en 1959, qui fut le premier à s'intéresser à la biologie de cette méduse dans une monographie substantielle et découvrit notamment sa viviparité. 
Cette méduse n'a pu être observée dans son environnement qu'au XXIe siècle grâce à des ROV spécialisés dans les abysses, notamment celui du Monterey Bay Aquarium Research Institute (MBARI), qui ont permis de découvrir sa vraie apparence si fantômatique. Avec à peine une centaine d'observations, elle demeure une espèce extrêmement rare et mal connue.

## Publication originale
- (en) Edward T. Browne, « Coelenterata V. Medusae », Natural History, Musée américain d'histoire naturelle, vol. 5,‎ 1910, p. 1-62 (ISSN 0028-0712, OCLC 1759475, lire en ligne).